# Den Smlouvy
Den Smlouvy je svátek bahá'í víry, kdy bahá’í věřící po celém světě oslavují jmenování 'Abdu'l-Baháa Bábem jako "Středu Bahá’u’lláhovy smlouvy", jeho nanebevstoupení a také jednotu všech věrouk, vedoucích k jednomu božství. Tento den je v praxi pracovním dnem i pro věřící, ale je vnímán zároveň jako svatý.
S tímto svatým dnem se pojí i Bahaulláhova modlitba:
| „ | Ó můj Pane a má naděje! Pomoz svým milovaným, aby byli pevní ve Tvé mocné Smlouvě, aby zůstali věrní Tvé zjevné Věci a aby plnili přikázání, která jsi pro ně stanovil ve Své Knize nádher; aby se mohly stát prapory vedení a lampami Společnosti nahoře, prameny Tvé nekonečné moudrosti a hvězdami, které vedou přímo, jak září dolů z nadpozemského nebe. Vpravdě, Ty jsi Neporazitelný, Všemohoucí, Všemocný. | “ |